# جام باشگاه‌های جهان ۲۰۱۸
جام باشگاه‌های جهان ۲۰۱۸ (با نام رسمی جام باشگاه‌های جهان امارات متحده عربی ۲۰۱۸ ارائه شده توسط علی‌بابا کلود) پانزدهمین دوره از جام باشگاه‌های جهان بود، یک تورنمنت بین‌المللی فوتبال باشگاهی سازماندهی شده توسط فیفا بین برندگان شش کنفدراسیون قاره‌ای و همچنین قهرمان لیگ کشور میزبان. این مسابقات از ۱۲ تا ۲۲ دسامبر به میزبانی امارات متحده عربی برگزار شد.
رئال مادرید با قهرمانی در دو دوره قبلی، مدافع عنوان قهرمانی بود و به دوره ۲۰۱۸ نیز راه یافت. آنها پس از شکست ۴–۱ العین در فینال با موفقیت از عنوان خود (سومین سومین متوالی خود) دفاع کردند. با این برد، آنها از رقیب باشگاهی خود، بارسلونا، جلو زدند و بیشترین عنوان قهرمانی را در جام باشگاه‌های جهان بدست آوردند.

## انتخاب میزبان
روند درخواست برای نسخه‌های ۲۰۱۷–۲۰۱۸ و همچنین نسخه‌های ۲۰۱۵–۲۰۱۶، یعنی دو میزبان، که هر کدام دو سال میزبانی می‌کنند، در فوریه ۲۰۱۴ آغاز شد. اتحادیه‌های عضو علاقه‌مند به میزبانی باید تا ۳۰ مارس ۲۰۱۴ اعلامیه علاقه مندی خود را ارسال می‌کردند و مجموعه کامل اسناد مناقصه را تا ۲۵ اوت ۲۰۱۴ ارائه می‌کردند. کمیته اجرایی فیفا قرار بود میزبانان را در نشست خود در مراکش در دسامبر ۲۰۱۴ انتخاب کند، اما تصمیم نهایی تا نشست کمیته اجرایی فیفا در ۱۹ تا ۲۰ مارس ۲۰۱۵ به تعویق افتاد.
کشورهای زیر برای میزبانی مسابقات ابراز علاقه کردند:
- برزیل
- ژاپن
- امارات متحدهٔ عربی

کمیته اجرایی فیفا در ۲۰ مارس ۲۰۱۵ در نشست خود در زوریخ، سوئیس رسماً امارات متحده عربی را به عنوان میزبان مسابقات ۲۰۱۷ و ۲۰۱۸ تأیید کرد.

## تیم‌های راه‌یافته
| تیم                | کنفدراسیون         | نحوهٔ صلاحیت                               | تاریخ صلاحیت       | حضور (پررنگ نشان‌دهنده قهرمانی است)    |
| ورود از نیمه نهایی | ورود از نیمه نهایی | ورود از نیمه نهایی                        | ورود از نیمه نهایی | ورود از نیمه نهایی                    |
| ------------------ | ------------------ | ----------------------------------------- | ------------------ | ------------------------------------- |
| ریور پلاته         | کونمبول            | قهرمان جام لیبرتادورس ۲۰۱۸                | ۹ دسامبر ۲۰۱۸      | دومین (قبلی: ۲۰۱۵)                    |
| رئال مادرید        | یوفا               | قهرمان لیگ قهرمانان اروپا ۱۸–۲۰۱۷         | ۲۶ مه ۲۰۱۸         | پنجمین (قبلی: ۲۰۰۰، ۲۰۱۴، ۲۰۱۶، ۲۰۱۷) |
| ورود از مرحله دوم  |                    |                                           |                    |                                       |
| کاشیما آنتلرز      | ای‌اف‌سی             | قهرمان لیگ قهرمانان آسیا ۲۰۱۸             | ۱۰ نوامبر ۲۰۱۸     | دومین (قبلی: ۲۰۱۶)                    |
| اسپرانس تونس       | کاف                | قهرمان لیگ قهرمانان آفریقا ۲۰۱۸           | ۹ نوامبر ۲۰۱۸      | دومین (قبلی: ۲۰۱۱)                    |
| گوادالاخارا        | کونکاکاف           | قهرمان لیگ قهرمانان کونکاکاف ۲۰۱۸         | ۲۵ آوریل ۲۰۱۸      | اولین                                 |
| ورود از مرحله اول  |                    |                                           |                    |                                       |
| تیم ولینگتون       | اواف‌سی             | قهرمان لیگ قهرمانان اقیانوسیه ۲۰۱۸        | ۲۰ مه ۲۰۱۸         | اولین                                 |
| العین              | ای‌اف‌سی (میزبان)    | قهرمان لیگ برتر امارات متحده عربی ۱۸–۲۰۱۷ | ۱۴ مه ۲۰۱۸         | اولین                                 |

نکات
1. ↑  بازی برگشت فینال جام لیبرتادورس که در ابتدا برای ۲۴ نوامبر ۲۰۱۸ برنامه ریزی شده بود، به دلیل حمله به اتوبوس تیم بوکا جونیورز که در آن چند بازیکن مجروح شدند به ۹ دسامبر ۲۰۱۸ موکول شد.
2. ↑  العین در ۲۱ آوریل ۲۰۱۸ قهرمان لیگ برتر امارات متحده عربی ۱۸–۲۰۱۷ شد. حضور آنها در جام باشگاه‌های جهان ۲۰۱۸ در ۱۴ مه ۲۰۱۸ پس از اینکه الجزیره، آخرین تیم از امارات متحده عربی (غیر از خود العین) از لیگ قهرمانان آسیا ۲۰۱۸ حذف شد. خود العین در ۱۵ مه ۲۰۱۸ از لیگ قهرمانان آسیا ۲۰۱۸ حذف شد و بدین ترتیب ورود آنها از مرحله اول را قطعی کرد.

## ورزشگاه‌ها
دو ورزشگاه شهری زاید در شهر ابوظبی و ورزشگاه هزاع بن زاید در العین میزبان این رقابت‌ها هستند.
| ورزشگاه شهر ورزشی زاید                                                  | ورزشگاه هزاع بن زاید                                                  |
| ۲۴°۲۴′۵۷٫۹۲″ شمالی ۵۴°۲۷′۱۲٫۹۳″ شرقی / ۲۴٫۴۱۶۰۸۸۹°شمالی ۵۴٫۴۵۳۵۹۱۷°شرقی | ۲۴°۱۴′۴۴٫۱۴″ شمالی ۵۵°۴۲′۵۹٫۷″ شرقی / ۲۴٫۲۴۵۵۹۴۴°شمالی ۵۵٫۷۱۶۵۸۳°شرقی |
| گنجایش: ۴۳٬۰۰۰                                                          | گنجایش: ۲۲٬۷۱۷                                                        |
|                                                                         |                                                                       |
| ابوظبیالعینجام باشگاه‌های جهان ۲۰۱۸ (امارات متحده عربی) ·                |                                                                       |

## داوران مسابقات
در مجموع شش داور، دوازده کمک داور و شش کمک داور ویدئویی برای مسابقات تعیین شدند. فیفا در ۲۲ نوامبر ۲۰۱۸ اعلام کرد که سه داور و کمک داور کاف تغییر کرده است.
| کنفدراسیون | داور             | کمک داور                           | کمک داور ویدئویی                      |
| ---------- | ---------------- | ---------------------------------- | ------------------------------------- |
| ای‌اف‌سی     | ریوجی ساتو       | تورو ساگارا هیروشی یامائوچی        | محمد عبدالله حسن محمد                 |
| کاف        | باملاک تسما ویسا | زاخله توسی سیولا ولید احمد         |                                       |
| کونکاکاف   | خایر ماروفو      | فرانک اندرسون کوری راکول           | مارک گایگر                            |
| کونمبول    | ویلتون سامپایو   | رودریگو فیگویردور برونو بوچیلیا    | مائورو ویجلیانو                       |
| اواف‌سی     | متیو کونگر       | تویتا ماکاسینی مارک رول            |                                       |
| یوفا       | جانلوکا روکی     | الینتو دی لیبراتور مائورو تونولینی | پاول گیل ماسیمیلیانو ایراتی دنی ماکلی |

نکات
1. ↑  تیم داوری از کاف جایگزین سه نفر اصلی مهدی عبید شارف، عبدالحق التشیلی (هر دو از الجزایر) و انوار همیلا (از تونس) شد.

## بازیکنان
هر تیم باید یک ترکیب ۲۳ نفره (که سه نفر از آنها باید دروازه‌بان می‌بودند) را نام می‌برد. تعویض مصدومان تا ۲۴ ساعت قبل از اولین بازی تیم مجاز بود. فهرست رسمی در ۳۰ نوامبر ۲۰۱۷ توسط فیفا تایید شدند.

## مسابقات
قرعه کشی مسابقات در تاریخ ۴ سپتامبر ۲۰۱۸، ساعت ۱۰:۰۰ سی‌ای‌اس‌تی (یوتی‌سی ۲:۰۰+)، در مقر فیفا در زوریخ برگزار شد تا مسابقات مرحله دوم و نیمه نهایی را مشخص کند. در زمان قرعه کشی، هویت تیم‌های آسیا، آفریقا و کونمبول مشخص نبود.
اگر یک مسابقه بعد از زمان عادی بازی مساوی می‌شد:
- برای مسابقات حذفی وقت اضافه انجام می‌شد. اگر بعد از وقت اضافه باز هم مساوی بود، ضربات پنالتی برای تعیین برنده انجام می‌شد.
- برای مسابقه مقام سوم و پنجم وقت اضافه انجام نمی‌شد و برای تعیین برنده، ضربات پنالتی انجام می‌شد.

|  | مرحله اول          | مرحله اول         |                    |               | مرحله دوم         | مرحله دوم         |         |         | نیمه نهایی | نیمه نهایی |  |  | فینال              | فینال              |
|  | ۱۲ دسامبر - العین  |                   |                    |               |                   |                   |         |         |            |            |  |  |                    |                    |
|  | العین (پ)          | ۳ (۴)             |                    |               | ۱۵ دسامبر - العین | ۱۵ دسامبر - العین |         |         |            |            |  |  |                    |                    |
|  | العین (پ)          | ۳ (۴)             |                    |               | ۱۵ دسامبر - العین | ۱۵ دسامبر - العین |         |         |            |            |  |  |                    |                    |
|  | تیم ولینگتون       | ۳ (۳)             |                    |               | اسپرانس تونس      | ۰                 |         |         |            |            |  |  |                    |                    |
|  | تیم ولینگتون       | ۳ (۳)             | ۱۸ دسامبر - العین  |               | اسپرانس تونس      | ۰                 |         |         |            |            |  |  |                    |                    |
|  |                    |                   |                    |               | العین             | ۳                 |         |         |            |            |  |  |                    |                    |
|  | ریور پلاته         | ۲ (۴)             |                    |               | العین             | ۳                 |         |         |            |            |  |  |                    |                    |
|  | ریور پلاته         | ۲ (۴)             |                    |               |                   |                   |         |         |            |            |  |  |                    |                    |
|  |                    |                   | العین (پ)          | ۲ (۵)         |                   |                   |         |         |            |            |  |  |                    |                    |
|  |                    |                   | العین (پ)          | ۲ (۵)         |                   |                   |         |         |            |            |  |  |                    |                    |
|  |                    |                   | ۲۲ دسامبر - ابوظبی |               |                   |                   |         |         |            |            |  |  |                    |                    |
|  |                    |                   |                    |               |                   |                   |         |         |            |            |  |  |                    |                    |
|  | العین              | ۱                 |                    |               |                   |                   |         |         |            |            |  |  |                    |                    |
|  | العین              | ۱                 | ۱۵ دسامبر - العین  |               |                   |                   |         |         |            |            |  |  |                    |                    |
|  |                    | رئال مادرید       | ۴                  |               |                   |                   |         |         |            |            |  |  |                    |                    |
|  |                    |                   | ۴                  | کاشیما آنتلرز | ۳                 |                   |         |         |            |            |  |  |                    |                    |
|  | ۱۹ دسامبر - ابوظبی |                   |                    | کاشیما آنتلرز | ۳                 |                   |         |         |            |            |  |  |                    |                    |
|  |                    | گوادالاخارا       | ۲                  |               |                   |                   |         |         |            |            |  |  |                    |                    |
|  | کاشیما آنتلرز      | گوادالاخارا       | ۲                  | ۱             |                   |                   |         |         |            |            |  |  |                    |                    |
|  | کاشیما آنتلرز      | مقام پنجم         | مقام پنجم          | ۱             |                   |                   | رده‌بندی | رده‌بندی |            |            |  |  |                    |                    |
|  |                    | مقام پنجم         | مقام پنجم          |               | رئال مادرید       | ۳                 | رده‌بندی | رده‌بندی |            |            |  |  |                    |                    |
|  | اسپرانس تونس (پ)   | ۱ (۶)             | ریور پلاته         | ۴             | رئال مادرید       | ۳                 |         |         |            |            |  |  |                    |                    |
|  | اسپرانس تونس (پ)   | ۱ (۶)             | ریور پلاته         | ۴             |                   |                   |         |         |            |            |  |  |                    |                    |
|  | گوادالاخارا        | ۱ (۵)             | کاشیما آنتلرز      | ۰             |                   |                   |         |         |            |            |  |  |                    |                    |
|  | گوادالاخارا        | ۱ (۵)             | کاشیما آنتلرز      | ۰             |                   |                   |         |         |            |            |  |  |                    |                    |
|  | ۱۸ دسامبر - العین  | ۱۸ دسامبر - العین |                    |               |                   |                   |         |         |            |            |  |  | ۲۲ دسامبر - ابوظبی | ۲۲ دسامبر - ابوظبی |

تمامی زمان‌ها به وقت محلی می‌باشند، (یوتی‌سی ۴:۰۰+).

### مرحله اول
| ۱۲ دسامبر ۲۰۱۸ ۱۹:۳۰ | العین                                   | ۳–۳ (و.ا.)   | تیم ولینگتون                            | ورزشگاه هزاع بن زاید، العین تماشاگران: ۱۵٬۲۷۹ داور: ریوجی ساتو (ژاپن) |
| ۱۲ دسامبر ۲۰۱۸ ۱۹:۳۰ | شیوتانی ۴۵' · دومبیا ۴۹' · برگ ۸۵'      | گزارش        | بارسیا ۱۱' · کلافام ۱۵' · ایلیچ ۴۴'     | ورزشگاه هزاع بن زاید، العین تماشاگران: ۱۵٬۲۷۹ داور: ریوجی ساتو (ژاپن) |
| ۱۲ دسامبر ۲۰۱۸ ۱۹:۳۰ | · دیاکی · برگ · الشحات · شیوتانی · کایو | پنالتی‌ها ۴–۳ | · آلن · کیلکولی · ایلیچ · واتسون · گالی | ورزشگاه هزاع بن زاید، العین تماشاگران: ۱۵٬۲۷۹ داور: ریوجی ساتو (ژاپن) |

### مرحله دوم
| ۱۵ دسامبر ۲۰۱۸ ۱۷:۰۰ | کاشیما آنتلرز                          | ۳–۲   | گوادالاخارا                              | ورزشگاه هزاع بن زاید، العین تماشاگران: ۳٬۹۹۷ داور: باملاک تسما ویسا (اتیوپی) |
| ۱۵ دسامبر ۲۰۱۸ ۱۷:۰۰ | ناگاکی ۴۹' · سرجینیو ۶۹' (پ) · آبه ۸۴' | گزارش | زالدیوار ۶' · لئو سیلوا ۹۰+۴' (گل‌به‌خودی) | ورزشگاه هزاع بن زاید، العین تماشاگران: ۳٬۹۹۷ داور: باملاک تسما ویسا (اتیوپی) |
| ۱۵ دسامبر ۲۰۱۸ ۱۷:۰۰ |                                        |       |                                          | ورزشگاه هزاع بن زاید، العین تماشاگران: ۳٬۹۹۷ داور: باملاک تسما ویسا (اتیوپی) |

| ۱۵ دسامبر ۲۰۱۸ ۲۰:۳۰ | اسپرانس تونس | ۰–۳   | العین                               | ورزشگاه هزاع بن زاید، العین تماشاگران: ۲۱٬۳۳۳ داور: خایر ماروفو (آمریکا) |
| ۱۵ دسامبر ۲۰۱۸ ۲۰:۳۰ |              | گزارش | احمد ۲' · الشحات ۱۶' · الاحبابی ۶۰' | ورزشگاه هزاع بن زاید، العین تماشاگران: ۲۱٬۳۳۳ داور: خایر ماروفو (آمریکا) |
| ۱۵ دسامبر ۲۰۱۸ ۲۰:۳۰ |              |       |                                     | ورزشگاه هزاع بن زاید، العین تماشاگران: ۲۱٬۳۳۳ داور: خایر ماروفو (آمریکا) |

### مسابقه برای مقام پنجم
| ۱۸ دسامبر ۲۰۱۸ ۱۷:۳۰ | اسپرانس تونس                                                               | ۱–۱          | گوادالاخارا                                                                  | ورزشگاه هزاع بن زاید، العین تماشاگران: ۵٬۸۸۳ داور: متیو کونگر (نیوزیلند) |
| ۱۸ دسامبر ۲۰۱۸ ۱۷:۳۰ | بلایلی ۳۸' (پ)                                                             | گزارش        | سندووال ۸' (پ)                                                               | ورزشگاه هزاع بن زاید، العین تماشاگران: ۵٬۸۸۳ داور: متیو کونگر (نیوزیلند) |
| ۱۸ دسامبر ۲۰۱۸ ۱۷:۳۰ | · بلایلی · المشانی · شمام · بقیر · الخنیسی · الدربالی · کولیبالی · الذوادی | پنالتی‌ها ۶–۵ | · زالدیوار · مارین · گودینز · فن رانکین · سالسیدو · پیندا · پونسه · بریزوئلا | ورزشگاه هزاع بن زاید، العین تماشاگران: ۵٬۸۸۳ داور: متیو کونگر (نیوزیلند) |

### نیمه نهایی
| ۱۸ دسامبر ۲۰۱۸ ۲۰:۳۰ | العین                                               | ۲–۲ (و.ا.)   | ریور پلاته                             | ورزشگاه هزاع بن زاید، العین تماشاگران: ۲۱٬۳۸۳ داور: جانلوکا روکی (ایتالیا) |
| ۱۸ دسامبر ۲۰۱۸ ۲۰:۳۰ | برگ ۳' · کایو ۵۱'                                   | گزارش        | بوره ۱۱'، ۱۵'                          | ورزشگاه هزاع بن زاید، العین تماشاگران: ۲۱٬۳۸۳ داور: جانلوکا روکی (ایتالیا) |
| ۱۸ دسامبر ۲۰۱۸ ۲۰:۳۰ | · کایو · شیوتانی · الاحبابی · عامر عبدالرحمن · یسلم | پنالتی‌ها ۵–۴ | · اسکوکو · کینترو · پراتو · بوره · پرس | ورزشگاه هزاع بن زاید، العین تماشاگران: ۲۱٬۳۸۳ داور: جانلوکا روکی (ایتالیا) |

| ۱۹ دسامبر ۲۰۱۸ ۲۰:۳۰ | کاشیما آنتلرز | ۱–۳   | رئال مادرید       | ورزشگاه شهر ورزشی زاید، ابوظبی تماشاگران: ۳۰٬۵۵۴ داور: ویلتون سامپایو (برزیل) |
| ۱۹ دسامبر ۲۰۱۸ ۲۰:۳۰ | دوی ۷۸'       | گزارش | بیل ۴۴'، ۵۳'، ۵۵' | ورزشگاه شهر ورزشی زاید، ابوظبی تماشاگران: ۳۰٬۵۵۴ داور: ویلتون سامپایو (برزیل) |
| ۱۹ دسامبر ۲۰۱۸ ۲۰:۳۰ |               |       |                   | ورزشگاه شهر ورزشی زاید، ابوظبی تماشاگران: ۳۰٬۵۵۴ داور: ویلتون سامپایو (برزیل) |

### رده بندی
| ۲۲ دسامبر ۲۰۱۸ ۱۷:۳۰ | کاشیما آنتلرز | ۰–۴   | ریور پلاته                                       | ورزشگاه شهر ورزشی زاید، ابوظبی تماشاگران: ۱۳٬۵۵۰ داور: جانلوکا روکی (ایتالیا) |
| ۲۲ دسامبر ۲۰۱۸ ۱۷:۳۰ |               | گزارش | زوکولینی ۲۴' · مارتینز ۷۳'، ۹۰+۳' · بوره ۸۹' (پ) | ورزشگاه شهر ورزشی زاید، ابوظبی تماشاگران: ۱۳٬۵۵۰ داور: جانلوکا روکی (ایتالیا) |
| ۲۲ دسامبر ۲۰۱۸ ۱۷:۳۰ |               |       |                                                  | ورزشگاه شهر ورزشی زاید، ابوظبی تماشاگران: ۱۳٬۵۵۰ داور: جانلوکا روکی (ایتالیا) |

### فینال
| ۲۲ دسامبر ۲۰۱۸ ۲۰:۳۰ | رئال مادرید                                                 | ۴–۱   | العین       | ورزشگاه شهر ورزشی زاید، ابوظبی تماشاگران: ۴۰٬۶۹۶ داور: خایر ماروفو (آمریکا) |
| ۲۲ دسامبر ۲۰۱۸ ۲۰:۳۰ | مودریچ ۱۴' · یورنته ۶۰' · راموس ۷۹' · نادر ۱+۹۰' (گل‌به‌خودی) | گزارش | شیوتانی ۸۶' | ورزشگاه شهر ورزشی زاید، ابوظبی تماشاگران: ۴۰٬۶۹۶ داور: خایر ماروفو (آمریکا) |
| ۲۲ دسامبر ۲۰۱۸ ۲۰:۳۰ |                                                             |       |             | ورزشگاه شهر ورزشی زاید، ابوظبی تماشاگران: ۴۰٬۶۹۶ داور: خایر ماروفو (آمریکا) |

## قهرمان
| قهرمان جام باشگاه‌های جهان ۲۰۱۸ |
| ------------------------------ |
| رئال مادرید                    |
| چهارمین قهرمانی                |

## گلزنان
| رتبه | بازیکن             | باشگاه        | تعداد گل |
| ---- | ------------------ | ------------- | -------- |
| ۱    | گرت بیل            | رئال مادرید   | ۳        |
| ۱    | رافائل سانتوس بوره | ریور پلاته    | ۳        |
| ۳    | مارکوس برگ         | العین         | ۲        |
| ۳    | پیتی مارتینس       | ریور پلاته    | ۲        |
| ۳    | تسوکاسا شیوتانی    | العین         | ۲        |
| ۶    | هیروکی آبه         | کاشیما آنتلرز | ۱        |
| ۶    | محمد احمد          | العین         | ۱        |
| ۶    | بندر الاحبابی      | العین         | ۱        |
| ۶    | ماریو بارسیا       | تیم ولینگتون  | ۱        |
| ۶    | یوسف بلایلی        | اسپرانس تونس  | ۱        |
| ۶    | کایو               | العین         | ۱        |
| ۶    | آرون کلافام        | تیم ولینگتون  | ۱        |
| ۶    | شوما دوی           | کاشیما آنتلرز | ۱        |
| ۶    | تونگو دومبیا       | العین         | ۱        |
| ۶    | حسین الشحات        | العین         | ۱        |
| ۶    | ماریو ایلیچ        | تیم ولینگتون  | ۱        |
| ۶    | مارکوس یورنته      | رئال مادرید   | ۱        |
| ۶    | لوکا مودریچ        | رئال مادرید   | ۱        |
| ۶    | ریوتا ناگاکی       | کاشیما آنتلرز | ۱        |
| ۶    | سرخیو راموس        | رئال مادرید   | ۱        |
| ۶    | جائل سندووال       | گوادالاخارا   | ۱        |
| ۶    | سرجینیو            | کاشیما آنتلرز | ۱        |
| ۶    | آنخل زالدیوار      | گوادالاخارا   | ۱        |
| ۶    | برونو زوکولینی     | ریور پلاته    | ۱        |

۱ گل به خودی
- لئو سیلوا (از کاشیما آنتلرز، در مقابل گوادالاخارا)
- یحیی نادر (از العین، در مقابل رئال مادرید)

## جوایز
در پایان مسابقات جوایز زیر اهدا شد:
| توپ طلای آدیداس جایزه علی‌بابا کلود | توپ نقره آدیداس | توپ برنز آدیداس                 |
| ---------------------------------- | --------------- | ------------------------------- |
| گرت بیل (رئال مادرید)              | کایو (العین)    | رافائل سانتوس بوره (ریور پلاته) |
| جایزه بازی جوانمردانه              |                 |                                 |
| رئال مادرید                        |                 |                                 |

فیفا همچنین جایزه بهترین بازیکن بازی را در این مسابقات معرفی کرد.
| مسابقه | بهترین بازیکن بازی | باشگاه        | حریف          |
| ------ | ------------------ | ------------- | ------------- |
| ۱      | خالد عیسی          | العین         | تیم ولینگتون  |
| ۲      | حسین الشحات        | العین         | اسپرانس تونس  |
| ۳      | شوما دوی           | کاشیما آنتلرز | گوادالاخارا   |
| ۴      | رامی جریدی         | اسپرانس تونس  | گوادالاخارا   |
| ۵      | خالد عیسی (۲)      | العین         | ریور پلاته    |
| ۶      | گرت بیل            | رئال مادرید   | کاشیما آنتلرز |
| ۷      | رافائل سانتوس بوره | ریور پلاته    | کاشیما آنتلرز |
| ۸      | مارکوس یورنته      | رئال مادرید   | العین         |